# 跳革鰺
跳革鰺（学名：Oligoplites saliens），為輻鰭魚綱鱸形目鱸亞目鰺科似鰺屬下的一個種，分布於西大西洋區，從宏都拉斯Laguna de Caratasca至烏拉圭海域及半鹹水域，深度可達45公尺，體呈紡錘型且側扁，背部略微隆起，背鰭2個，第2背鰭及臀鰭軟條延長，尾鰭叉形，上頜後緣延伸超出眼後緣，上頜牙齒小而絨毛狀，背部深藍色，體上半部藍灰色、腹部銀白色，尾鰭黃色，體長可達50公分，體重可達0.9公斤，成魚主要棲息在沿海泥底質的半鹹水及海域，屬肉食性，以浮游生物、多毛類為食，繁殖期在夏季，可做為食用魚及觀賞魚。